# Єста Петтерссон
Єста Петтерссон (швед. Gösta Pettersson, 23 листопада 1940) — шведський велогонщик.
Срібний призер Олімпійських Ігор 1968 року в роздільній командній гонці, бронзовий призер 1964 (роздільна командна гонка), 1968 (групова шосейна гонка) років, учасник 1960 року.
Чемпіон світу з велоперегонів на шосе 1967 (роздільна командна гонка), 1968 (роздільна командна гонка), 1969 (роздільна командна гонка) років, бронзовий призер 1964 року в аматорській груповій шосейній гонці.